# Cedillo del Condado
Cedillo del Condado és un municipi de la província de Toledo, a la comunitat autònoma de Castella la Manxa. Limita amb El Viso de San Juan, Illescas, Yuncos, Yuncler, Villaluenga de la Sagra, Recas, Lominchar i Palomeque.

## Demografia
| 1996  | 1998  | 1999  | 2000  | 2001  | 2002  | 2003  | 2004  | 2005  | 2006  |
| ----- | ----- | ----- | ----- | ----- | ----- | ----- | ----- | ----- | ----- |
| 1.382 | 1.227 | 1.507 | 1.542 | 1.568 | 1.651 | 1.810 | 1.950 | 2.102 | 2.207 |

## Administració
| Període      | Nom de l'alcalde/-essa                                       | Partit polític   | Data de possessió |
| ------------ | ------------------------------------------------------------ | ---------------- | ----------------- |
| 1979 - 1983  | Juan Ramón Martínez González                                 | UCD              | 19/04/1979        |
| 1983 - 1987  | Eduardo C. Téllez Yustas (22/07/1985) Jesús Gallego Martín   | PSOE AP/PDP/UL   | 28/05/1983        |
| 1987 - 1991  | Jesús Gallego Martín                                         | PP               | 30/06/1987        |
| 1991 - 1995  | Juan R. Martín González                                      | Independiente    | 15/06/1991        |
| 1995 - 1999  | Jesús Gallego Martín                                         | PP               | 17/06/1995        |
| 1999 - 2003  | Jesús Gallego Martín                                         | PP               | 03/07/1999        |
| 2003 - 2007  | Pedro Jiménez Pérez PSOE (08/03/2005) Alicia Fabián Castillo | PSOE Independent | 14/06/2003        |
| 2007 - 2011  | Alicia Fabián Castillo                                       | Independent      | 16/06/2007        |
| 2011 - 2015  | n/d                                                          | n/d              | 11/06/2011        |
| 2015 - 2019  | n/d                                                          | n/d              | 13/06/2015        |
| 2019 - 2023  | n/d                                                          | n/d              | 15/06/2019        |
| Des del 2023 | n/d                                                          | n/d              | 17/06/2023        |